# St. Bonifatius (Weyhers)

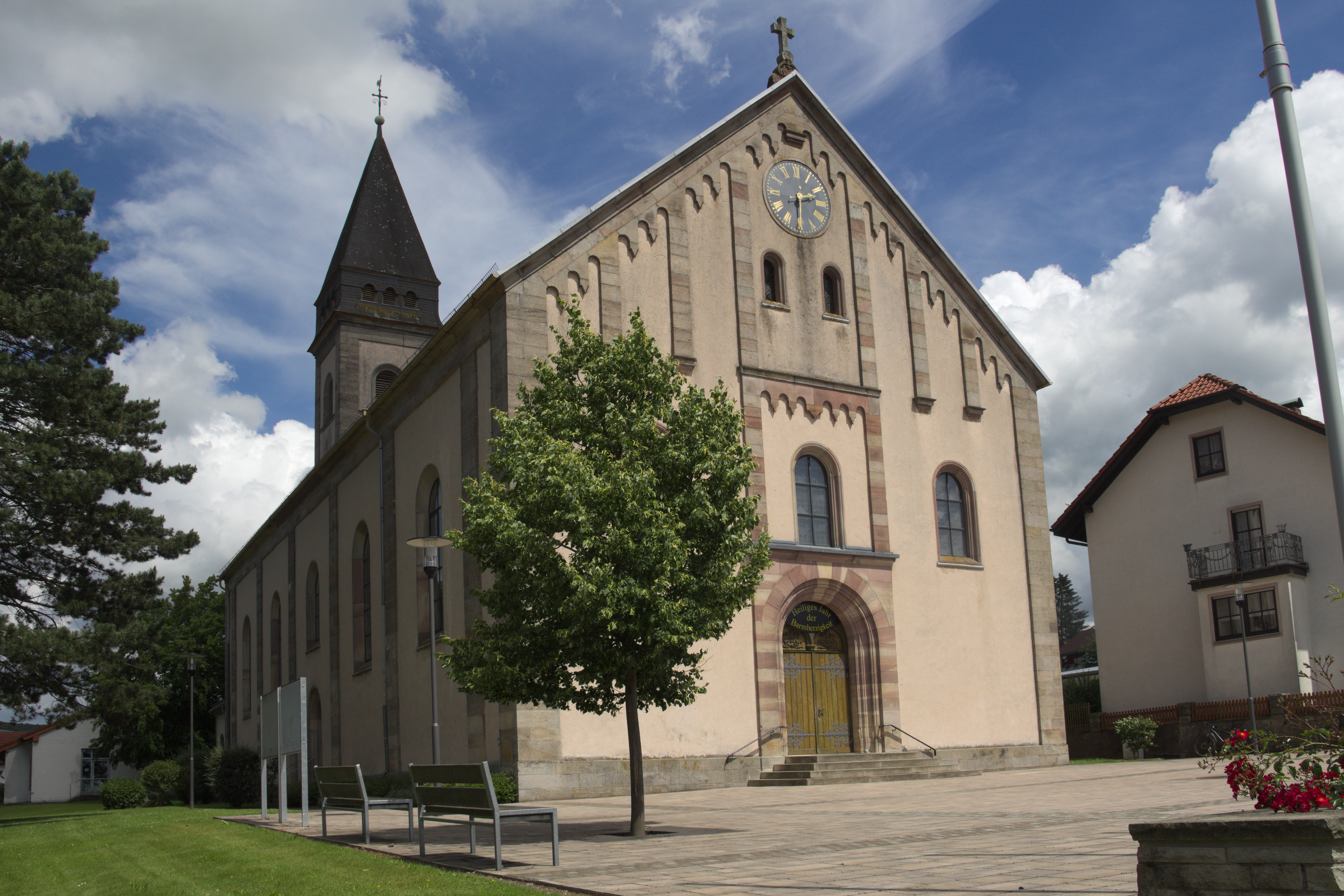
St. Bonifatius in Weyhers

Die römisch-katholische Pfarrkirche St. Bonifatius ist ein denkmalgeschütztes Kirchengebäude in Weyhers, einem Ortsteil der Gemeinde Ebersburg im Landkreis Fulda in Hessen. Die Pfarrgemeinde gehört zum Pfarrverbund St. Wendelinus Hohe Rhön im Dekanat Rhön des Bistums Fulda.

## Geschichte
Für die Katholiken von Weyhers war die Kirche in Dietershausen zuständig, während sich in Weyhers eine Kapelle befand. 1762 erbaten die Gläubigen von Weyhers und Ebersberg beim bischöflichen Generalvikariat in Fulda die Erlaubnis, in dieser Kapelle Gottesdienste halten zu dürfen. Dafür wurde die Kapelle im Frühjahr 1765 hergerichtet. Doch die Kapelle war für die 1400 Katholiken aus Weyhers und Ebersberg zu klein. Nachdem Weyhers im Jahr 1816 zu Bayern gekommen war, war das Bistum Würzburg zuständig. Dieses gab das Einverständnis zur Trennung von der Pfarrei Dietershausen und am 14. Mai 1846 wurde der Grundstein gelegt für die Kirche in Weyhers. Zum Schutzpatron wurde Bonifatius bestimmt. Am 24. September 1848 wurde der Kirchenbau vollendet und geweiht.

## Beschreibung
Die neuromanische Saalkirche wurde nach einem Entwurf von Adam Heres im Rundbogenstil errichtet. Der Kirchturm steht östlich des Chors. An der Ecke zwischen Kirchturm und Kirchenschiff wurde 1914 die Sakristei angebaut. In der Fassade im Westen befindet sich das Portal. 
Der Mittelteil des Kirchenschiffs ist mit einem Tonnengewölbe überspannt, über den seitlichen Emporen befinden sich Holzbalkendecken. Die Orgel mit 23 Registern, 2 Manualen und Pedal wurde 1994 von der Thonius Orgelbau errichtet.